# Лобашкино
Лоба́шкино (чув. Лупашка) — деревня в Аликовском муниципальном округе Чувашской Республики. Входила в состав Крымзарайкинского сельского поселения до его упразднения в 2022 году.

## Общие сведения о деревне
В настоящее время деревня в основном газифицирована. Улицы: Ленина, Молодёжная, Николаева. 

### География
Расстояние до Чебоксар 71 км, до райцентра 11 км, до ж.-д. станции 44 км. Рядом проходит автомобильная дорога республиканского значения Аликово — Ядрин. Расположена при овраге Сава сырми, близ истока реки Сорма.

### Климат
Климат умеренно континентальный с продолжительной холодной зимой и тёплым летом. Средняя температура января −12,9°C, июля 18,3 °C, абсолютный минимум достигал −44°C, абсолютный максимум 37°C. За год в среднем выпадает до 552 мм осадков.

### Административно-территориальное подчинение
До 1927 года деревня входила в состав Шуматовской, Селоустьинской, Аликовской волостей Ядринского уезда. С 1 ноября 1927 года деревня в составе Аликовского района, а 20 декабря 1962 года включена в Вурнарский район. С 14 марта 1965 года — снова в Аликовском районе. С 01 ноября 1927 года — в составе Крымзарайкинского сельского Совета, с 1991 — Крымзарайкинская сельская администрация, с 1 января 2006 года — в составе Крымзарайкинского сельского поселения. 

## Название
Название деревни происходит от географического расположения (рельефа): чув. лупашка — «ложбина».

## История
Жители — до 1866 года государственные крестьяне; занимались земледелием, животноводством. В 1885 году открыта школа грамоты. В начале XX в. действовали 2 ветряные мельницы, бакалейная лавка, базар. В 1930 году образован колхоз «Трудовик». Позднее — совхоз «Питишевский», колхозы «Искра», «Яргунькинский» «Родина». 

## Население
| 2010 | 2012 |
| ---- | ---- |
| 120  | ↗151 |

Число дворов и жителей: в 1858 — 51 мужчина, 54 женщины; 1906 — 38 дворов, 122 мужчины, 101 женщина; 1926 — 51 двор, 108 мужчин, 124 женщины; 1939 — 111 мужчин, 149 женщин; 1979 — 88 мужчин, 114 женщин; 2002 — 49 дворов, 143 человека: 64 мужчины, 79 женщин; 2010 — 45 частных домохозяйств, 120 человек: 49 мужчин, 71 женщина. 

### Религия и национальный состав
Жители деревни были прихожанами Николаевской церкви села Устье (Никольское), после 1903 года — Христорождественской церкви с. Крымзарайкино.

## Связь и средства массовой информации
- Связь: ОАО «Волгателеком», Би Лайн, МТС, Мегафон. Развит интернет ADSL-технологии.
- Газеты и журналы: Аликовская районная газета «Пурнăç çулĕпе» («По жизненному пути»)[10]. Языки публикаций: чувашский, русский.
- Телевидение: Население использует эфирное и спутниковое телевидение. Эфирное телевидение позволяет принимать национальный канал на чувашском и русском языках.